# Amerikanischer Hundsfisch

Das Verbreitungsgebiet im östlichen Nordamerika

Der Amerikanische Hundsfisch (Umbra limi) ist ein kleiner Süßwasserfisch aus der Ordnung der Hechtartigen (Esociformes). Er lebt im Gebiet des Sankt-Lorenz-Stroms, der Großen Seen, der Hudson Bay, von Québec bis Manitoba in Kanada und im Stromgebiet des Mississippi, südlich bis Ohio, Tennessee und Arkansas in den USA. Außerdem im Stromgebiet des Hudson River in New York. Isolierte Populationen gibt es im Stromgebiet des Missouri in South Dakota und Iowa.

## Merkmale
Die Fische haben eine etwas plumpere Gestalt als der Europäische Hundsfisch und sind seitlich weniger abgeplattet. Sie haben eine kürzere, stärker abgerundete Schnauze und sind von olivgrüner Farbe. Die Flanken sind dunkel gemustert und zeigen manchmal 14 undeutliche Querstreifen. Auf der Schwanzflossenwurzel befindet sich ein dunkler Fleck. Die Unterseite ist hellgelblich oder weiß.
Flossenformel: Dorsale 13, Anale 7–8

## Lebensweise
Die Fische leben in Sümpfen, in ruhigen Bereichen von Flüssen über Schlammböden, meist in dichter Vegetation. Sie vertragen einen niedrigen Sauerstoffgehalt des Wassers und hohe Wassertemperaturen. Amerikanische Hundsfische ernähren sich von Wasserinsekten, Flohkrebsen, Wasserasseln und Schnecken.
Zur Laichzeit im Frühjahr schimmern die Tiere grünlich, die Männchen sind bei der Fortpflanzung zitronengelb bis orangerot. Der Laich wird über Pflanzen oder in eine kleine Mulde in den Bodengrund gelegt. Das Weibchen betreibt vermutlich Brutpflege. Nach sechs Tagen schlüpfen die Jungfische.